# TOKYO BOWL
東西大学対抗戦 「TOKYO BOWL」（とうざいだいがくたいこうせん トウキョウ・ボウル）は、2014年に設立された大学アメリカンフットボールの東西親善試合である。

## 概要
これまで、東西の強豪校同士の対戦は、春季に行われる新チームでの調整・練習試合を目的とした交流戦や定期戦だけであり、秋季の場合は、それぞれの地域におけるリーグ戦だけが行われ、東西の強豪校が直接対決をするのは全日本大学選手権大会決勝を兼ねた「甲子園ボウル」のみであった。
そこで、「甲子園ボウル」とは別に、秋季シーズンでも東西の強豪校が対戦する舞台を提供することを念頭に置き、2014年から甲子園ボウルの前週に、甲子園ボウル出場校以外の旬のチーム同士による東西対抗の招待親善試合を企画し、学生アメフトの話題性をより一層高めることを目指している。なおこの大会は後日スカイ・A sports+にて録画中継される。
大会名「TOKYO BOWL」は大会主催者が登録商標を申請しており、2020年東京オリンピック・パラリンピックの開催機運を盛り上げ、また東京が国際都市としてさらに飛躍するイメージをアメフトに重ね合わせたいとして命名された。トーナメント勝ち上がりの公式戦の大会を除いた招待制ボウルゲームとしては、秋季レギュラーシーズン中唯一のものである。

「TOKYO 」の名を冠しているが、アミノバイタルフィールドで行われた第1回大会のみ東京都で開催され、第2回大会以降は神奈川県で開催されている。

## スポンサー
- 主催　関東学生アメリカンフットボール連盟
- 協力　関西学生アメリカンフットボール連盟
- 後援　毎日新聞社、スポーツニッポン新聞社

## 過去の試合
| # | 開催年 | 会場                     | 関東         | スコア | 関西         | 備考         |
| - | ------ | ------------------------ | ------------ | ------ | ------------ | ------------ |
| 1 | 2014年 | アミノバイタルフィールド | 法政大学     | 7-41   | 立命館大学   |              |
| 2 | 2015年 | 富士通スタジアム川崎     | 日本大学     | 17-17  | 関西学院大学 |              |
| 3 | 2016年 | 横浜スタジアム           | 慶應義塾大学 | 6-44   | 立命館大学   |              |
| 4 | 2017年 | 富士通スタジアム川崎     | 法政大学     | 24-23  | 京都大学     | 関東勢初勝利 |
| 5 | 2018年 | 富士通スタジアム川崎     | 明治大学     | 20-27  | 関西大学     |              |
| 6 | 2019年 | 富士通スタジアム川崎     | 法政大学     | 33-20  | 神戸大学     |              |